# نقاط نووية

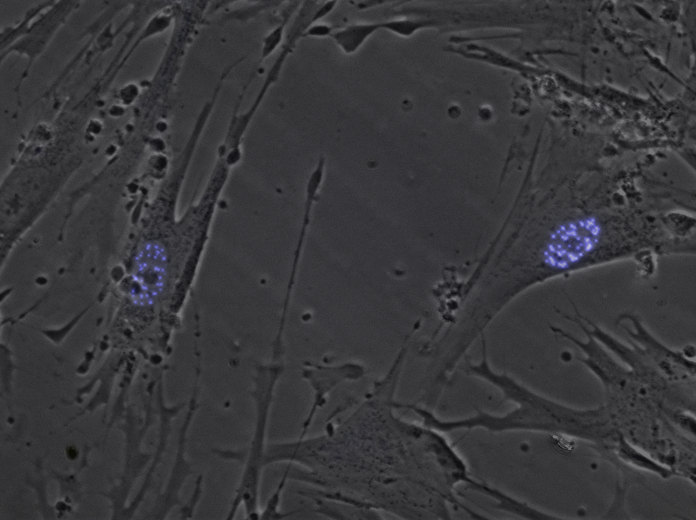
النقاط النووية العشر في خلايا رئة الجنين البشري

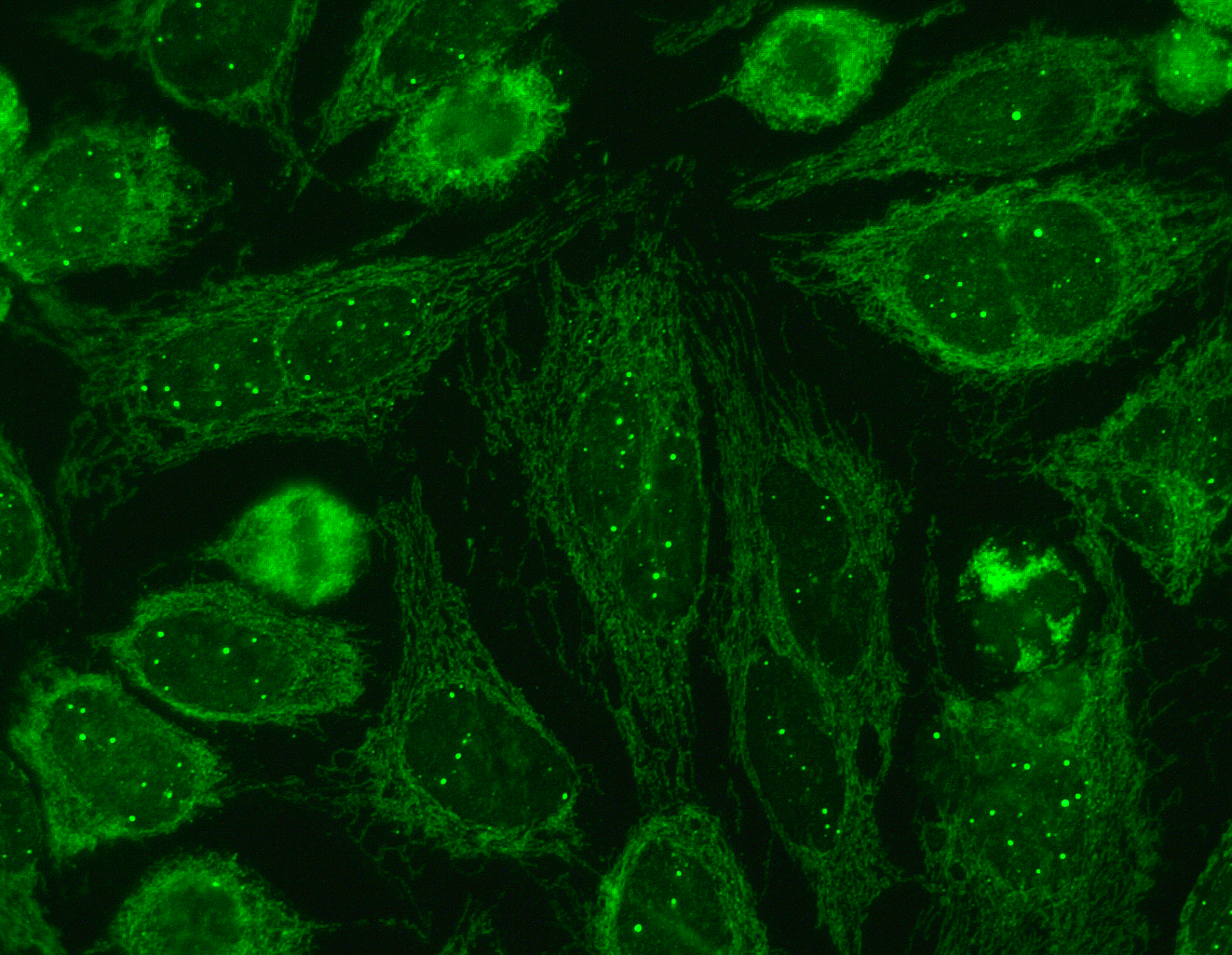
نمط التلوين للتألق المناعي للأجسام المضادة sp100. يمكن رؤية النقاط النووية في نواة الخلايا. وتنتج باستخدام مصل دم المريض الذي يعاني من
التليف الكبدي الصفراوي الأساسي في خلايا التهاب الكبد -20-10 مع ايزوثيوسيانيت الفلوريسين المقترنة.

النقاط النووية (الأسماء المستعارة: «الأجسام النووية» أو «المجالات النووية» أو «أجسام ابيضاض السلائف النقوية») هي الهياكل النقطية الموجودة في نواة خلايا معينة. ولقد شُوهدت الأجسام النووية (الأجسام النووية) للمرة الأولى على شكل هياكل الكروماتين البارزة في نُوية الخلايا الحيوانية الخبيثة أو المفرطة التحفيز والمحددة باستخدام الأجسام المضادة الذاتية sp100 من التليف الكبدي الصفراوي الأساسي ومن ثَم عامل «ابيضاض السلائف النقوية» (ابيضاض السلائف النقوية) والتي تبدو نشطة أيضًا في العديد من أمراض المناعة الذاتية والأمراض السرطانية. فالنقاط النووية هي مستقرة من الناحية الأيضية ومقاومة لهضم النوكلياز واستخلاص الأملاح.

## التركيب
تتكون الأجسام النووية البسيطة (الأنواع 1و2) ومقذوفات الأجسام النووية المعقدة (الأنواع 3 و4 و5) من مادة ليفية غير الكروماتيني والتي تكون بروتينية في أكثر الاحتمالات. حيث تقوم الأجسام النووية ذات العزل المشترك مع المطرس النووي بالارتباط بمكون المطرس النووي للحبيبية الليفية عن طريق النتوءات على سطح الأجسام النووية. ومستضد «ابيضاض السلائف النقوية» وبروتين NDP55 و53kDa المرتبط بالمطرس النووي. في حين أن البروتينات الأخرى، مثل PIC1/SUMO-1، المرتبطة بالمسمى النووي المعقد أن ترتبط أيضًا مع النقاط النووية. لذا يمكن إعادة تنظيم البروتينات في النواة من خلال زيادة عدد التشتيت في الاستجابة للضغوط المختلفة (التحفيز أو الصدمة الحرارية، على التوالي).

## الوظيفة
توجد بروتينات إحدى النقاط النووية في مناطق النسخ النشطة. للتعبير عن مستضد «ابيضاض السلائف النقوية» وsp100 المستجيب للإنترفيرون. ويبدو أن المستضد النووي sp100 لديه خصائص التفعيل المنقول للنسخ. حيث أُشيع بروتين «ابيضاض السلائف النقوية» لإيقاف نمو وتحويل، وعلى وجه الخصوص، منع انتشار عدوى فيروس التهاب الفم الحويصلي (فيروس التهاب الفم الحويصلي) (الفيروسة الربدية) وفيروس إنفلونزا إية، وليس غيرها من أنواع الفيروسات. ويعد بروتين اليوبيكويتين المتصل المُعدل الصغير-1 اليوبيكويتين ubiquitin البروتين المسؤول عن تعديل بروتين «ابيضاض السلائف النقوية» بحيث يتم استهداف النقاط، في حين يؤدي الإفراط في التعبير عن «ابيضاض السلائف النقوية» إلى موت الخلايا المبرمجة.
وهناك وظيفة افتراضية واحدة للنقاط هي «تفريغ النواة» أو «مستودع التخزين». وربما لا تؤدي جميع الأجسام النووية نفس الوظيفة. حيث ارتبط المستضد النووي Sp140 مع أجسام بعينها ويبدو أنه مشترك في تنشيط النسخ.

### علم الأمراض
لقد تم العثور على هذه الأجسام أو مثلها بصورة متزايدة في وجود السرطانات اللمفاوية ويُراقبون أيضًا وجودها بنسبة عالية في التهاب الدماغ الشامل المصلب دون الحاد في نماذج الأجسام المضادة للحصبة التي تُظهر التمركز في الأجسام.
- ففي ابيضاض السلائف النقوية (ابيضاض السلائف النقوية) يُعطل وَهْم مُكون ورم ابيضاض السلائف النقوية - RARalpha التركيز الطبيعي «لابيضاض السلائف النقوية» في الأجسام النووية.[13] إضافة إلى As203، يسبب تخفيف حمض الريتينويك تراجع مرض ابيضاض الدم هذا عن طريق إعادة تنظيمه. ويُدمر As203 الوهم ويسمح لليوبيكويتين المتصل المُعدل الصغير-1 الجديد و«لابيضاض السلائف النقوية» بإعادة تمركز الأجسام المضادة. حيث يُستحث حمض الريتينويك على التدهور بواسطة كاسباس-3 لنفس الوهم.[21]
- وفي فيروس HHV، تؤدي خلية البيبتيد 0 المصابة إلى تعطيل النقاط النووية في المرحلة المبكرة من الإصابة.